# Вашаклахуун-Уб'аах-К'авііль
Вашаклахуун-Уб'аах-К'авііль (бл. 675 — 3 травня 738) — ахав Шукуупа у 695—738 роках. Ім'я перекладається як «Вісімнадцять Облич К'авііля». Відомий також під іменем «Вісімнадцятий кролик».

## Життєпис
Був сином або онуком ахава К'ак'-Уті'-Віц'-К'авііля. Точна дата народження невідома. Після смерті К'ак'-Уті'-Віц'-К'авііля у 695 році стає царем Шукуупа. Церемонія інтронізації відбулася 9.13.3.6.8, 7 Ламат 1 Моль (9 липня 695 року).
Усі зусилля були спрямовані на підтримання впливу Шукуупа, контроль території, що дісталася від попередника. До 720-х років він не мав значного клопоту. В день 9.14.6.5.9, 13 Мулук 7 Поп (20 лютого 718 року) спалив столицю царства Шкуй. В день 9.14.13.4.17, 12 Кабан 5 К'аяб (2 січня 725 року) Вашаклахуун-Уб'аах-К'авііль керував інавгурацією К'ак'-Тілів-Чан-Йо'паата, ахава Цу'со. Наприкінці 720-х років приборкав спротив царств Ціпті', Пув й Бам.
На початку 730-х років намітився конфлікт з Канульським царством. Ахав останнього Йукноом-Ток'-К'авііль уклав союз з К'ак'-Тілів-Чан-Йо'паатом, васалом Вашаклахуун-Уб'аах-К'авііля. У квітні розпочалися бойові дії. В день 9.15.6.14.0, 13 Ахав 18 Соц' (27 квітня 738 року шукуупські війська на чолі із Вашаклахуун-Уб'аах-К'авіілєм зазнали нищівної поразки, а він сам потрапив у полон. В день 9.15.6.14.6, 6 Кімі 4 Сек (3 травня 738 року) його було принесено в жертву через відрубання голови.

## Будівництво
До дня 9.13.14.0.1, 5 Іміш 4 К'аяб (6 січня 706 року) завершив будівництво над будовою «Чорча» і «Гробницею писаря» нового святилища, яке археологи позначають як «Есмеральда».
Вашаклахуун-Уб'аах-К'авііль «накрив» споруду «Розаліла» новою версією «Храму 16», так званою «Пурпура». За його наказом було зведено Храми 20 і 21 на Східній майданчику (обидві споруди були на початку ХХ століття змиті річкою Копан).
У 9.13.3.6.8, 5 Ламат 1 Сіп (27 березня 715 року) з нагоди 20-річчя від дня інтронізації Вашаклахуун-Уб'аах-К'авііля висвятив «Храм 22», який найкращим чином зберігся серед інших споруд цього царя. Кути храму прикрашають численні маски з зображеннями чудовиська гори, дверні прорізи мають форму величезної ікластої пащі, яка в іконографії мая символізує вхід до печери. Всередині споруди можна побачити скульптурний фриз із зображенням космічної сцени. Вгорі лежить фантастичний ящір, який уособлює собою нічний небосхил. Його підтримують два тримачі, які символізують гори і сидять на п'єдесталах в формі людського черепа, що позначають смерть і підземний світ. Черепа обрамляють вкриту написом щабель, на якій міститься цитата від першої особи: «Я завершив моє двадцятиріччя». Також всередині храму є віконце, орієнтоване на точку сходу Сонця і регулярного проходження Ранкової Зірки (Венери) перед початком сезону дощів і сільськогосподарських робіт. Аналіз скульптур «Храму 22» показує, що він, ймовірно, був присвячений Богу Маїса, цим пояснюється і орієнтація вікна: воно вказує час, коли маїсу приділялася особлива увага.
У день 9.15.6.8.13, 10 Бен 16 Клаб (10 січня 738 року) висвятив третю і останню версію місцевого майданчики для гри в м'яч. За оцінкою дослідників, це один з найбільших і найдосконаліших стадіонів класичної епохи мая. Він був присвячений великому божеству ара, фасади його бічних будівель прикрашали не менше 16 мозаїчних скульптур цих птахів.

## Стели
Перший монумент встановлено в день закінчення 10-річчя — 9.13.10.0.0, 7 Ахав 3 Кумк'у (26 січня 702 року), є стелою J. Вона розташовувалася біля східного входу в Хушвітік. Стела незвичайна тим, що була увінчана різьблений кам'яної дахом, що позначає символічний «будинок». Ієрогліфи на ній збудовані діагональними рядками, що імітують плетіння циновки. Цю піраміду прикрасили великі ієрогліфічні сходами, висвяченій в день 9.13.18.17.9, 12 Мулук 7 Муваан (29 листопада 710 року). На монументі містився довгий напис, який викладав «офіційну» історію Шукуупа.
Подальші стели часів Вашаклахуун-Уб'аах-К'авііль, зокрема після 710 року, засвідчують появу нового стилю в шукуупській скульптурі. Монументальна скульптура отримує пластичність, яка не поступається витворам зі стукко. Він зосередив свої стели в групи, що примикають до головної площі Хушвітіка. Стели C, F, 4, H, A, B і D, встановлені саме в такому порядку між 711 і 736 роками, характеризуються розкутістю і сміливістю форм. Значною мірою саме ці скульптури принесли Копану всесвітню славу. На кожній з цих стел Вашаклахуун-Уб'аах-К'авііль зображений в момент здійснення ритуалу чи обряду, монументи відрізняються масками і регаліями пов'язаних з цими обрядами богів.